# Sankt Lorenzen bei Scheifling
St. Lorenzen bei Scheifling war eine Gemeinde mit 635 Einwohnern (Stand: 31. Oktober 2013) im Bezirk Murau in der Steiermark. Am 1. Jänner 2015 ist sie im Rahmen der Gemeindestrukturreform in der Steiermark mit der Gemeinde Scheifling zusammengeschlossen worden, die neue Gemeinde führt den Namen Scheifling weiter.

## Geografie
St. Lorenzen bei Scheifling lag ca. 18 km östlich von Murau.

### Gemeindegliederung
Das Gemeindegebiet umfasste folgende drei Ortschaften (in Klammern Einwohnerzahl Stand 1. Jänner 2024):
- Feßnach (110)
- Puchfeld (158)
- Sankt Lorenzen bei Scheifling (316)

Die Gemeinde bestand aus den Katastralgemeinden Feßnach, Puchfeld und St. Lorenzen.
Nachbargemeinden von Norden, im Uhrzeigersinn waren:
- Scheifling (Bezirk Murau)
- Unzmarkt-Frauenburg (Bezirk Murtal)
- Sankt Georgen ob Judenburg (Bezirk Murtal)
- Sankt Peter ob Judenburg (Bezirk Murtal)
- Oberweg (Bezirk Murtal)
- Sankt Marein bei Neumarkt (Bezirk Murau)
- Perchau am Sattel (Bezirk Murau)
- Mariahof (Bezirk Murau)
- Teufenbach (Bezirk Murau)
- Niederwölz (Bezirk Murau)

## Geschichte
Die politische Gemeinde St. Lorenzen bei Scheifling wurde 1849/50 errichtet. Die Katastralgemeinde Feßnach war bis 1875 eine eigene Gemeinde.

## Kultur und Sehenswürdigkeiten
- Schlossruine Schrattenberg: Auf dem Gebiet der Gemeinde findet sich die Schlossruine Schrattenberg, deren Vorgängerbauten bereits im 12. Jahrhundert entstanden. Durch einen Brand wurde die prächtige Barockanlage 1915 zerstört. Vom Brand nicht betroffene Nebengebäude wurden restauriert und werden heute für kulturelle Zwecke genutzt.
- Katholische Pfarrkirche St. Lorenzen bei Scheifling

## Wirtschaft und Infrastruktur
Laut Arbeitsstättenzählung 2001 gibt es 18 Arbeitsstätten mit 145 Beschäftigten in der Gemeinde sowie 229 Auspendler und 147 Einpendler. Es gibt 60 land- und forstwirtschaftliche Betriebe (davon 30 im Haupterwerb), die zusammen 1.923 ha bewirtschaften (Stand 1999).

## Politik
- Gemeinderat:   Der Gemeinderat bestand aus 9 Mitgliedern und setzte sich seit der Gemeinderatswahl 2010 aus Mandataren der folgenden Parteien zusammen:
- 4 ÖVP
- 4 SPÖ
- 1 FPÖ

### Wahlergebnisse
Gemeinderatswahl 2010:
- ÖVP 201 Stimmen / 43,98 %
- SPÖ 199 Stimmen / 43,54 %
- FPÖ 52 Stimmen / 11,38 %
- BZÖ 5 Stimmen / 1,09 %

### Wappen
Die Verleihung des Gemeindewappens erfolgte mit Wirkung vom 1. Juli 1988.
Wappenbeschreibung: In Rot über einem goldenen Gegenzinnenbalken ein die obere Schildhälfte füllender goldener Rost.

## Persönlichkeiten

### Ehrenbürger
- 1988 Josef Krainer (1930–2016), Landeshauptmann der Steiermark 1980–1996
- 2005 Waltraud Klasnic (* 1945), Landeshauptmann der Steiermark 1996–2005
- 2005 Adelheid Springer (* 1937), Bürgermeisterin von St. Lorenzen bei Scheifling 1989–2004
- Anton Hubmann († 2011), Pfarrer von St. Lorenzen bei Scheifling 1967–2001

### Söhne und Töchter der Gemeinde
- Josef Krainer senior (1903–1971), österreichischer Politiker (ÖVP), Landeshauptmann der Steiermark 1948–1971
- Siegfried Eberdorfer (1927–1977), Landwirt, Funktionär, Politiker und Mitglied des Bundesrats
- Alfred Pritz (* 1952), österreichischer Psychoanalytiker, Publizist und Herausgeber, Gründungsrektor der Sigmund Freud PrivatUniversität Wien und Präsident des World Council for Psychotherapy

### Personen mit Beziehung zur Gemeinde
- Robert Stadlober (* 1982), österreichischer Schauspieler, Synchronsprecher, Musiker und Sänger, in Puchfeld bei Scheifling aufgewachsen